# استان کوانگ نگای
استان کوانگ نگای (به لاتین: Quảng Ngãi Province) یک استان در ویتنام است که در منطقه جنوب ساحل مرکزی واقع شده‌است.

## خصوصیات
استان کوانگ نگای ۵٬۱۳۷٫۶ کیلومترمربع مساحت و ۱٬۲۱۷٬۱۵۹ نفر جمعیت دارد.